# Haematopinus oryx
Haematopinus oryx är en insektsart som beskrevs av Konrad Fiedler och Stampa 1958. Haematopinus oryx ingår i släktet Haematopinus och familjen hovdjurslöss. Inga underarter finns listade i Catalogue of Life.